# Micrometer (eenheid)
| Grotere/kleinere eenheden | Grotere/kleinere eenheden | Grotere/kleinere eenheden |
| factor                    | naam                      | symbool                   |
| ------------------------- | ------------------------- | ------------------------- |
| 10−15                     | femtometer of fermi       | fm                        |
| 10−12                     | picometer                 | pm                        |
| 10−10                     | ångström                  | Å                         |
| 10−9                      | nanometer                 | nm                        |
| 10−6                      | micrometer of micron      | µm                        |
| 10−3                      | millimeter                | mm                        |
| 10−2                      | centimeter                | cm                        |
| 10−1                      | decimeter                 | dm                        |
| 1                         | meter                     | m                         |
| 101                       | decameter                 | dam                       |
| 102                       | hectometer                | hm                        |
| 103                       | kilometer                 | km                        |
| 106                       | megameter                 | Mm                        |
| 109                       | gigameter                 | Gm                        |
| 1012                      | terameter                 | Tm                        |

Een micrometer is een lengtemaat uit het SI-stelsel. De maat heeft het symbool μm. Een micrometer is gelijk aan 10−6 meter, oftewel 0,000 001 meter, een miljoenste deel van een meter, of een duizendste deel van een millimeter, oftewel 0,001 mm.

## Geschiedenis
Oorspronkelijk was de benaming millimillimeter (mmm). De mmm werd in 1845 ingevoerd door de Nederlandse bioloog en geoloog Pieter Harting die een lengtemaat nodig had voor metingen aan zijn microscopische studieobjecten. De mmm werd later omgedoopt tot micron (symbool μ), vaak ook uitgesproken als mu. 
De benamingen micron en mu zijn niet in overeenstemming met de principes van het metrische stelsel. Dat stelsel schrijft immers voor dat de eenheid van lengte de meter is, eventueel met een voorvoegsel zoals kilo of milli. Door de vorming van het SI-voorvoegsel micro, met symbool μ, werd de micron in het SI de micrometer, μm.
De benamingen mu en micron worden nog steeds gebruikt, maar zijn sinds 1967 geen toegelaten eenheid meer binnen het SI.

## Grootte
Een micrometer is ongeveer:
- het kleinste detail dat onder een lichtmicroscoop kan worden waargenomen
- de breedte van de putjes in een cd waar de informatie in is opgeslagen
- de lengte van een rijtje van 5000 atomen
- een honderdste deel van de dikte van een vel krantenpapier
- een twaalfde deel van de dikte van aluminiumfolie